# Commodores
I Commodores sono un gruppo statunitense di genere funk/soul.
Riscossero un ottimo successo tra gli anni settanta e gli anni ottanta. Si sono formati a Detroit nel 1968 e hanno subito firmato per la Motown Records.
I componenti del gruppo originario erano: Lionel Richie (sassofono, pianoforte e voce), William King (tromba), Thomas McClary (chitarra elettrica), Ronald LaPread (basso elettrico), Walter Orange (batteria) e Milan Williams (tastiera).
Dal 2003 fanno parte della Vocal Group Hall of Fame.

## Storia del gruppo
Il gruppo è noto soprattutto per le sue ballate, come Easy e Three Times a Lady, ma, per la maggior parte, il gruppo ha registrato principalmente funky, guidati da successi come Brick House, The Bump Fancy Dancer  e Too Hot ta Trot. I Commodores originariamente si chiamavano "The Mystics", ma dopo decisero di cambiare nome. Per scegliere il nuovo nome, William King aprì il dizionario e prese una parola a caso. "Siamo stati fortunati", ha sottolineato con una risata, quando raccontò questa storia alla rivista People. "Stavamo per diventare The Commodes!".
Machine Gun, brano estratto dal loro album di debutto, divenne uno sfondo abituale per gli eventi sportivi americani e fu usato nella colonna sonora di alcuni film, tra i quali Boogie Nights e In cerca di Mr. Goodbar. Raggiunse la posizione n.22 della Billboard Hot 100 del 1975. Tre album pubblicati negli anni 1975 e 1976 (Caught in Act, Movin ' On, Hot On The Tracks) sono considerati il picco del loro periodo più difficile del funk. Dopo queste registrazioni il gruppo iniziò a muoversi verso un suono più morbido. Tale mossa si può vedere in due loro hit del 1976 Sweet Love e Just to Be Close to You. Nel 1977 i Commodores pubblicarono Easy, che divenne un gran successo ed è tuttora una delle più belle hit del gruppo, raggiunse la posizione n. 4 negli Stati Uniti, seguita da altri funky Brick House, anch'essa nella Top 5, entrambe estratte dall'album The Commodores.
Dopo anni di subbuglio nella Top Ten, il gruppo finalmente raggiunse la posizione n. 1 nel 1978 con il dolce Three Times a Lady. L'anno 1979 vide i Commodores segnare un altro successo, Sail On (che rimase nella Top Five), prima di raggiungere il top delle classifiche ancora una volta con un'altra ballata, Still. Il gruppo non pubblicò molti successi nel 1980, ma nel 1981 pubblicarono due hit Oh No (# 4 negli USA) e Lady (You Bring Me Up) (# 8 U.S.) , entrambe nella Top Ten.

I Commodores a Sanremo 1983.

Nel 1983 furono invitati come ospiti d'onore al festival di Sanremo di quell'anno, interpretando Reach High.
Subito dopo il gruppo cominciò a dividersi e nel corso degli anni '80 andò abbandonando le proprie origini funky.

## Formazione

### Formazione attuale
- William King - tromba, chitarra, tastiere, voce (1968-presente)
- Walter Orange – voce, batteria (1972–presente)
- James Dean "J.D." Nicholas – voce (1984–presente)

### Ex componenti
- Lionel Richie – voce, tastiere, sassofono (1968–82)
- Milan Williams – tastiere, chitarra (1968–89)
- Thomas McClary – chitarra, voce (1968–84)
- Andre Callahan – batteria, voce, tastiere (1968–70)
- Michael Gilbert – basso, tromba (1968–70)
- Eugene Ward – tastiere (1968–70)
- Ronald LaPread – basso (1970–86)
- James Ingram – voce, batteria (1970–72)
- Skyler Jett – voce (1982–84)
- Sheldon Reynolds – chitarra (1984–87)
- Mikael Manley – chitarra (1995–2005)
- Don Williams Sr - tastiere (1999-2001)

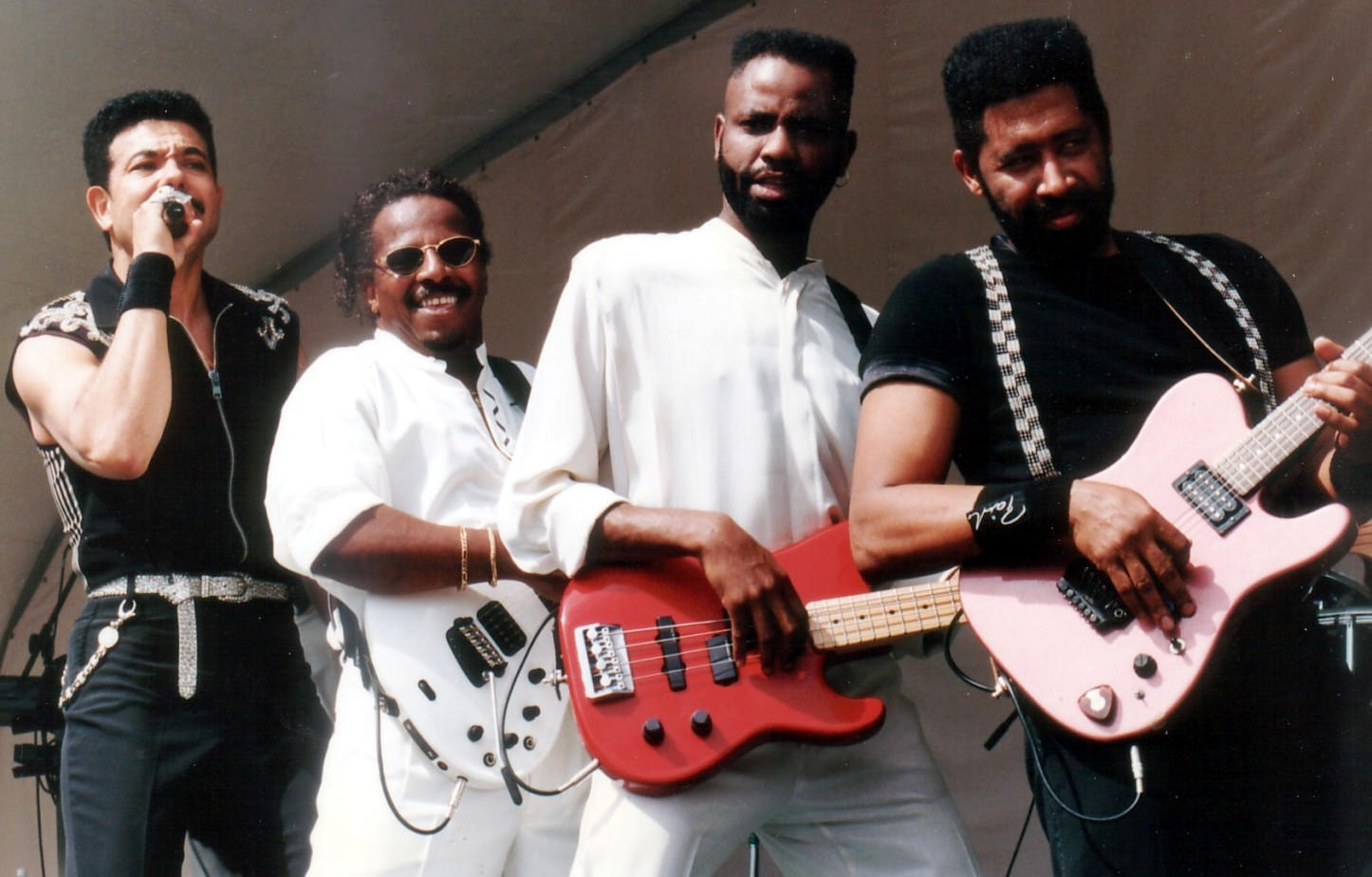
I Commodores

## Discografia

### Album in studio
- 1974: Machine Gun
- 1975: Caught in the Act
- 1975: Movin' On
- 1976: Hot on the Tracks
- 1977: Commodores (Zoom in UK)
- 1978: Natural High
- 1979: Midnight Magic
- 1980: Heroes
- 1981: In the Pocket
- 1983: Commodores 13
- 1985: Nightshift
- 1986: United
- 1992: Commodores Christmas
- 1993: No Tricks

### Raccolte
Lista parziale:
- 1978: Greatest Hits
- 1982: All the Greatest Hits
- 1982: Love Songs
- 1983: Anthology
- 2003: The Definitive Collection

### Album dal vivo
- 1977: Commodores Live!